# Hugh S. Legaré
Hugh Swinton Legaré, född 2 januari 1797, död 20 juni 1843, var en amerikansk jurist, diplomat och politiker.
Legaré föddes i Charleston, South Carolina. Hans familj härstammade från hugenotter och skottar.
Han var amerikansk chargé d'affaires i Bryssel 1832-1836. Efter återkomsten till USA var han ledamot av USA:s representanthus för en mandatperiod, 1837-1839.
Han tjänstgjorde som USA:s justitieminister 1841-1843 under president John Tyler. Han avled i Boston där han deltog i ceremonier för att fira avslöjandet av monumentet över slaget vid Bunker Hill.